# Episodi di The Americans (seconda stagione)

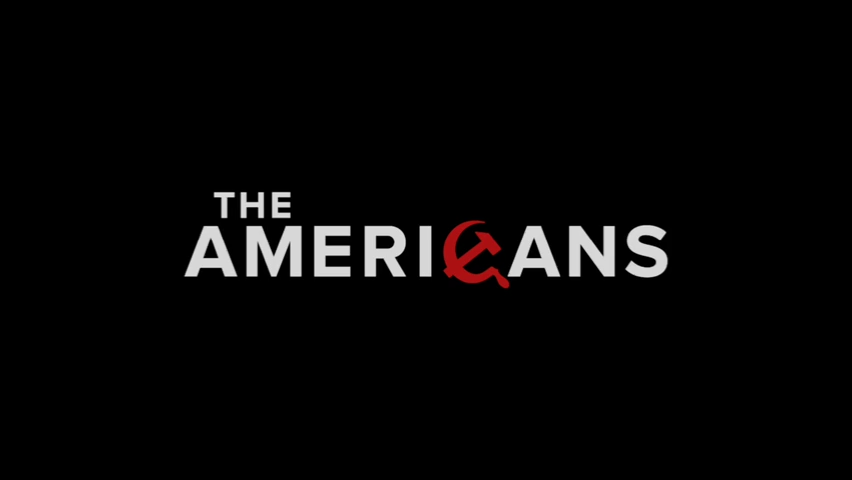
Logo della serie televisiva

La seconda stagione della serie televisiva The Americans è stata trasmessa in prima visione assoluta negli Stati Uniti dal canale FX dal 26 febbraio al 21 maggio 2014.
In Italia la stagione è stata trasmessa in prima visione satellitare da Fox, canale a pagamento della piattaforma Sky, dal 18 ottobre 2014 al 10 gennaio 2015.
| nº | Titolo originale     | Titolo italiano       | Prima TV USA     | Prima TV Italia  |
| -- | -------------------- | --------------------- | ---------------- | ---------------- |
| 1  | Comrades             | Compagni              | 26 febbraio 2014 | 18 ottobre 2014  |
| 2  | Cardinal             | Rischi del mestiere   | 5 marzo 2014     | 25 ottobre 2014  |
| 3  | The Walk In          | Soli                  | 12 marzo 2014    | 1º novembre 2014 |
| 4  | A Little Night Music | L'oppio dei popoli    | 19 marzo 2014    | 8 novembre 2014  |
| 5  | The Deal             | L'accordo             | 26 marzo 2014    | 15 novembre 2014 |
| 6  | Behind the Red Door  | Dietro la porta rossa | 2 aprile 2014    | 22 novembre 2014 |
| 7  | ARPANET              | ARPANET               | 9 aprile 2014    | 29 novembre 2014 |
| 8  | New Car              | La macchina nuova     | 16 aprile 2014   | 6 dicembre 2014  |
| 9  | Martial Eagle        | Aquila marziale       | 23 aprile 2014   | 13 dicembre 2014 |
| 10 | Yousaf               | Doppio gioco          | 30 aprile 2014   | 20 dicembre 2014 |
| 11 | Stealth              | Possibile tradimento  | 7 maggio 2014    | 27 dicembre 2014 |
| 12 | Operation Chronicle  | Scelte obbligate      | 14 maggio 2014   | 3 gennaio 2015   |
| 13 | Echo                 | Echo                  | 21 maggio 2014   | 10 gennaio 2015  |

## Compagni
- Titolo originale: Comrades
- Diretto da: Thomas Schlamme
- Scritto da: Joel Fields e Joe Weisberg

### Trama
La ferita di Elizabeth è guarita. Philip ed Elizabeth devono lasciare in anticipo la festa per l'undicesimo compleanno di Henry, per incontrare Emmett and Leanne Connors, un'altra coppia di spie, per una nuova missione. I Jennings promettono a Henry un "weekend di compleanno" al parco di divertimenti, ma la giornata si trasforma in una missione che finisce con l'omicidio dei Connors. La morte della coppia lascia Elizabeth e Philip sconvolti. Nel frattempo, Nina rivela a Stan che ci sarà un nuovo arrivo alla Rezidentura: Oleg Igorevich.

## Rischi del mestiere
- Titolo originale: Cardinal
- Diretto da: Daniel Sackheim
- Scritto da: Joel Fields e Joe Weisberg

### Trama
Elizabeth trascorre molto tempo a casa per controllare il quartiere e i bambini. Decide di uscire solo per portarli al cinema, così da poter aiutare Lucia, un'ex sandinista ora agente del KGB, con l'overdose della sua fonte. Nel frattempo, Philip interroga Fred (John Carrol Lynch), la fonte dei Connor, ma viene intrappolato nella sua casa. Philip deve convincerlo che sono dalla stessa parte e che sono in pericolo. Fred gli rivela informazioni riguardo a un sottomarino che sta per essere spostato. Altrove, Nina rivela a Stan che un informatore della Rezidentura vuole aiutarli. Stan e l'FBI scoprono che l'uomo è Bruce Dameron, un impiegato della Banca Mondiale.

## Soli
- Titolo originale: The Walk In
- Diretto da: Constantine Makris
- Scritto da: Stuart Zicherman

### Trama
Philip ed Elizabeth si introducono nella fabbrica che sta costruendo il sottomarino e scattano foto ai piani dell'elica. Elizabeth fa visita a Jared Connors, intenzionata a consegnargli una lettera scritta da sua madre, come le aveva promesso prima della sua morte. Tuttavia, Elizabeth cambia idea. Paige salta la scuola per rintracciare la "zia" di Elizabeth. Stan indaga i trascorsi lavorativi di Dameran alla Banca Mondiale.

## L'oppio dei popoli
- Titolo originale: A Little Night Music
- Diretto da: Lodge Kerrigan
- Scritto da: Stephen Schiff

### Trama
Claudia dà ai Jenning due incarichi: Anton Baklanov, un disertore dell'URSS le cui ricerche sono di vitale importanza per aiutare gli Stati Uniti a sviluppare una tecnologia segreta, e Andrew Larrick, il principale sospetto dell'omicidio dei Connor. Philip controlla Baklanov, mentre Elizabeth sfrutta una recluta della marina, Brad Mullen, per avere informazioni su Larrick. La donna riesce a catturare l'attenzione di Mullen raccontandogli di essere stata stuprata da Larrick. Tuttavia, Mullen teme di essere scoperto. Quando i Jennings cercano di rapire Baklanov, vengono attaccati da due aggressori, uno dei quali riesce a fuggire con Baklanov e con l'auto della coppia. Nel frattempo, l'omicidio di Vlad potrebbe avere delle brutte ripercussioni sulla carriera dell'agente Gaad. La famiglia di Oleg riesce a fargli ottenere una maggiori autorizzazioni di sicurezza. La nuova amica di Paige, Kelly, la invita a una funzione in chiesa.

## L'accordo
- Titolo originale: The Deal
- Diretto da: Dan Attias
- Scritto da: Angelina Burnett

### Trama
Philip cattura il loro aggressore, che si rivela essere un agente del Mossad; l'URSS propone quindi a Israele di scambiare l'ostaggio con Anton. Elizabeth incontra Martha fingendosi la sorella di Clark e la convince a non inserire il nome del marito nel modulo di candidatura per il suo nuovo lavoro. Stan segue Oleg che però riesce a depistarlo e a condurlo presso il porto dove gli rivela di essere a conoscenza della sua storia con Nina, minacciando di denunciarla.

## Dietro la porta rossa
- Titolo originale: Behind the Red Door
- Diretto da: Charlotte Sieling
- Scritto da: Melissa James Gibson

### Trama
Elizabeth e Philip incontrano Larrick, il principale sospetto dell'omicidio di Emmet e Leanne. Lucia ha un rapporto sessuale con Carl per distrarlo e permettere a Elizabeth di rubare alcuni file sull'ARPANET. Stan chiede a Nina di sottoporsi alla macchina della verità, affinché l'FBI possa proteggerla.

## ARPANET
- Titolo originale: ARPANET
- Diretto da: Kevin Dowling
- Scritto da: Joshua Brand

### Trama
Seguendo i consigli e le rassicurazioni di Oleg, Nina decide di sottomettersi alla macchina della verità. A Philip viene ordinato di intercettare il progetto ARPANET con l'aiuto di Duluth. Larrick rivela a Elizabeth che deve recarsi in Nicaragua, per organizzare una base e minare il porto di Managua, ma che li aiuterà comunque a entrare nel campo di addestramento dei Contras. Lucia è furiosa quando viene a sapere della partenza di Larrick; decide quindi di ucciderlo.

## La macchina nuova
- Titolo originale: New Car
- Diretto da: John Dahl
- Scritto da: Peter Ackerman

### Trama
Philip e Henry tornano a casa con una nuova Chevrolet Camaro. Elizabeth viene convocata a casa di Larrick, dove scopre che questo ha rapito Lucia perché voleva rapirlo e ucciderlo. Lasciata libera, Lucia tenta di nuovo di portare a termine il suo piano, ma Larrick ha la meglio e inizia a strangolarla. Elizabeth non sa se salvare la ragazza o permettere a Larrick di ucciderla. Philip incontra Kate, che gli rivela che i piani dell'elica che l'uomo aveva rubato si sono rivelati sbagliati e hanno causato l'affondamento del sottomarino. Stan consegna i registri della sorveglianza a Oleg e promette a Nina di proteggerla.

## Aquila marziale
- Titolo originale: Marzial Eagle
- Diretto da: Alik Sakharov
- Scritto da: Oliver North & Tracey Scott Wilson

### Trama
Elizabeth e Philip riescono a infiltrarsi nel campo di addestramento dei Contras, causando più morti di quelli previsti. La famiglia Jennings va in chiesa, dove Philip ed Elizabeth scoprono che Paige ha donato tutti i suoi risparmi al pastore. Entrambi i genitori disapprovano il suo gesto, specialmente Philip che riversa la sua rabbia sul pastore. Fred e altri scienziati che si occupano della costruzione di aerei Stealth incontrano Stan, il quale in seguito scopre che la moglie lo tradisce. Elizabeth frequenta un incontro degli Alcolisti Anonimi per raccogliere informazioni sulla tecnologia Stealth da un'impiegata della Northrop Corporation.

## Doppio gioco
- Titolo originale: Yousaf
- Diretto da: Stefan Schwartz
- Scritto da: Stephen Schiff e Stuart Zicherman

### Trama
Dopo le minacce dell'agente Gaad, la Rezidentura fa cadere le accuse sulla morte di Vlad e Gaad viene reintegrato. Philip chiede ad Annelise di sedurre e ottenere informazioni da Yousaf, un ufficiale di alto rango dell'ISI, l'intelligence pakistana. Stan interroga Jared, il figlio di Emmett e Leanne, chiedendogli di identificare gli illegali. Larrick ritorna in America e decide di dare la caccia alle persone responsabili della morte dei soldati del campo Aquila Marziale.

## Possibile tradimento
- Titolo originale: Stealth
- Diretto da: Gregory Hoblit
- Scritto da: Joshua Brand

### Trama
Elizabeth fa visita a Jared per scoprire cosa Stan voleva da lui; in seguito scopre che anche Kate si incontra con Jared. Larrick rapisce Kate per ottenere informazioni sui suoi agenti. Arkady ordina a Nina di ottenere da Stan più informazioni sul progetto Stealth, mentre Philip incontra di nascosto John Skeevers (Zeljko Ivanek), un tecnico Stealth, e scopre alcuni segreti riguardo al funzionamento della tecnologia.

## Scelte obbligate
- Titolo originale: Operation Chronicle
- Diretto da: Andrew Bernstein
- Scritto da: Joel Fields e Joe Weisberg

### Trama
Seguendo gli ordini del Centro, Elizabeth riesce a condurre Jared in un luogo sicuro, mentre Larrick li segue discretamente. Arkady obbliga Stan a rubare i piani del programma Echo in cambio della sicurezza di Nina. Martha recupera alcuni file top-secret dell'FBI e li consegna a Philip.

## Echo
- Titolo originale: Echo
- Diretto da: Daniel Sackheim
- Scritto da: Joel Fields e Joe Weisberg

### Trama
I Jennings si lasciano prendere dal panico quando scoprono che Larrick è scomparso da qualche tempo. La verità riguardo all'omicidio di Emmet e Leanne viene rivelata. Stan prende un'importante decisione che potrebbe avere gravi conseguenze sulle sue relazioni.